# شماره قطعه
شماره قطعه (به انگلیسی: part number) (اغلب به اختصار PN , P/N، شماره قطعه یا قطعه #) شناسه طرح یا ماده خاصی است که در یک صنعت خاص استفاده می‌شود. هدف آن ساده کردن ارجاع به آن مورد است. شماره قطعه بدون ابهام طراحی قطعه را در یک شرکت واحد و گاهی در چندین شرکت مشخص می‌کند. به عنوان مثال، هنگام تعیین یک پیچ، ارجاع به «HSC0424PP» آسان‌تر از گفتن «سخت‌افزار، پیچ، ماشین، ۴–۴۰، طول ۳/۴ اینچ، سَر تابه، فیلیپس» است. در این مثال، "HSC0424PP" شماره قطعه است و ممکن است در فیلدهای پایگاه‌داده به صورت «PN HSC0424PP» یا «P/N HSC0424PP» پیشوند شود.